# Mark Cavendish
Mark Cavendish   (Douglas, 21 de maig de 1985) és un ciclista professional de curses de carretera de Manx que va competir entre 2005 i 2024. El seu darrer equip fou l'Astana Qazaqstan Team. Com a ciclista de pista s'especialitza en les disciplines madison, cursa de punts i cursa de scratch; com a corredor de carretera és un velocista. Es considera àmpliament un dels majors velocistes de carretera de tots els temps, i el 2021 va ser anomenat "el major velocista de la història del Tour i del ciclisme" per Christian Prudhomme, director del Tour de França. Durant la cinquena etapa del Tour de França de 2024 va aconseguir la seva trenta-cinquena victòria d'etapa en aquesta competició, superant Eddy Merckx.
Entre les modalitats que practica cal destacar la pista i la ruta. En ciclisme en pista ha estat medallista olímpic i tres cops campió del món en Madison juntament amb Rob Hayles i Bradley Wiggins. També ha aconseguit una medalla d'or als Jocs de la Commonwealth, sent l'únic ciclista de l'Illa de Man que ho ha aconseguit, i va ser campió d'Europa sub-23 en cursa per punts el 2005.
En el ciclisme en ruta destaca com esprintador, havent guanyat nombroses etapes a les tres grans voltes i la classificació per punts a la Volta a Espanya de 2010 i el Tour de França de 2011. De fet, és el ciclista amb méa triomfs a la prova francesa i el segon corredor de més edat –39 anys i 43 dies– que hi guanya una etapa.
És l'únic ciclista de l'Illa de Man que ha guanyat etapes de la Volta a Catalunya.
El 2011 es proclamà Campió del Món de ciclisme en ruta en imposar-se a l'esprint al mundial disputat a Copenhaguen.

## Palmarès en pista
- 2005
  -  Campió del món en Madison (amb Robert Hayles)
  -  Campió d'Europa sub-23 en Puntuació
  -  Campió del Regne Unit en Persecució per equips
- 2006
  - Medalla d'or als Jocs de la Commonwealth en Scratch
- 2008
  -  Campió del món en Madison (amb Bradley Wiggins)
  -  Campió del Regne Unit en Madison (amb Peter Kennaugh)
- 2014
  - 1r als Sis dies de Zuric (amb Iljo Keisse)
- 2016
  -  Medalla de plata als Jocs Olímpics de Rio de Janeiro en Òmnium
  -  Campió del món en Madison (amb Bradley Wiggins)
  - 1r als Sis dies de Gant (amb Bradley Wiggins)

## Palmarès en ruta
- 2005
  - Vencedor d'una etapa del Tour de Berlín
- 2006
  - Vencedor de 2 etapes del Tour de Berlín
  - Vencedor d'una etapa de la Thüringen-Rundfahrt
  - Vencedor d'una etapa a la Cursa de la Solidaritat Olímpica
- 2007
  - 1r al Gran Premi de l'Escaut
  - Vencedor de 2 etapes als Quatre Dies de Dunkerque i classificació per punts
  - Vencedor de 2 etapes a la Volta a Catalunya i classificació per punts
  - Vencedor d'una etapa al Ster Elektrotoer
  - Vencedor d'una etapa a la Volta a Dinamarca i classificació per punts
  - Vencedor d'una etapa al Tour del Benelux i de la classificació per punts
  - Vencedor de 2 etapes al Tour of Britain i classificació per punts i dels esprints
  - Vencedor d'una etapa del Circuit Francobelga
- 2008
  - 1r al Gran Premi de l'Escaut
  - 1r al Critèrium Herentals
  - Vencedor de 4 etapes al Tour de França
  - Vencedor de 2 etapes al Giro d'Itàlia
  - Vencedor de 2 etapes als Tres Dies de La Panne
  - Vencedor d'una etapa del Tour de Romandia
  - Vencedor d'una etapa al Ster Elektrotoer
  - Vencedor de 3 etapes a la Volta a Irlanda
  - Vencedor de 3 etapes al Tour of Missouri i classificació per punts
- 2009
  - 1r a la Milà-Sanremo
  - 1r a la Sparkassen Giro Bochum
  - Vencedor de 6 etapes al Tour de França
  - Vencedor de 3 etapes al Giro d'Itàlia
  - Vencedor de 2 etapes a la Volta a Suïssa
  - Vencedor de 2 etapes al Tour de Qatar
  - Vencedor de 2 etapes als Tres dies de La Panne
  - Vencedor de 2 etapes a la Volta a Califòrnia
  - Vencedor de 2 etapes al Tour of Missouri
  - Vencedor d'una etapa a la Tirreno-Adriatico
  - Vencedor d'una etapa a la Volta a Irlanda
- 2010
  - Vencedor de 5 etapes al Tour de França
  - Vencedor de 3 etapes a la Volta a Espanya i  1r de la classificació per punts
  - Vencedor d'una etapa a la Volta a Catalunya
  - Vencedor d'una etapa al Tour de Romandia
  - Vencedor d'una etapa a la Volta a Califòrnia
- 2011
  -  Campió del Món de ciclisme en ruta
  - 1r a la Grote Scheldeprijs
  - 1r a la London-Surrey Cycle Classic
  - Vencedor de 5 etapes al Tour de França i  1r de la classificació per punts
  - Vencedor de 2 etapes al Giro d'Itàlia
  - Vencedor de 2 etapes a la Volta a la Gran Bretanya
  - Vencedor d'una etapa del Tour d'Oman
- 2012
  - 1r a la Kuurne-Brussel·les-Kuurne
  - 1r a la Ster ZLM Toer
  - Vencedor de 3 etapes al Giro d'Itàlia, 1r del Premi Azzurri i 1r de la Combativitat
  - Vencedor de 3 etapes al Tour de França
  - Vencedor de 3 etapes a la Volta a la Gran Bretanya
  - Vencedor de 2 etapes del Tour de Qatar
  - Vencedor d'una etapa de la Tirrena-Adriàtica
  - Vencedor d'una etapa de la Volta a Dinamarca
- 2013
  -  Campió del Regne Unit en ruta
  - 1r al Tour de Qatar i vencedor de 4 etapes
  - Vencedor de 5 etapes Giro d'Itàlia.  1r de la Classificació per punts i 1r de la Combativitat
  - Vencedor de 2 etapes al Tour de França
  - Vencedor d'una etapa al Tour de San Luis
  - Vencedor d'una etapa als Tres dies de De Panne-Koksijde
  - Vencedor d'una etapa de la Volta a Dinamarca
  - Vencedor de 3 etapes de la Volta a la Gran Bretanya
- 2014
  - Vencedor de 4 etapes a la Volta a Turquia i 1r de la classificació per punts
  - Vencedor de 3 etapes a la Volta a Califòrnia
  - Vencedor de 2 etapes al Tour de Poitou-Charentes i de la classificació per punts
  - Vencedor d'una etapa de la Tirrena-Adriàtica
  - Vencedor d'una etapa a la Volta a l'Algarve
  - Vencedor d'una etapa a la Volta a Suïssa
- 2015
  - 1r al Tour de Dubai, vencedor de 2 etapes i de la classificació per punts
  - 1r a la Kuurne-Brussel·les-Kuurne
  - Vencedor d'una etapa al Tour de França
  - Vencedor d'una etapa del Tour de San Luis
  - Vencedor de 3 etapes a la Volta a Turquia i 1r de la classificació per punts
  - Vencedor de 4 etapes a la Volta a Califòrnia i 1r de la classificació per punts
- 2016
  - 1r a l'UCI Àsia Tour
  - 1r al Tour de Qatar i vencedor d'una etapa
  - Vencedor de 4 etapes al Tour de França
  - Vencedor d'una etapa al Tour de Croàcia
  - Vencedor d'una etapa a la Volta a Califòrnia
  - Vencedor de 2 etapes a l'Abu Dhabi Tour
- 2017
  - Vencedor d'una etapa a l'Abu Dhabi Tour
- 2018
  - Vencedor d'una etapa al Tour de Dubai
- 2021
  - 1r al Sparkassen Münsterland Giro
  - Vencedor de 4 etapes a la Volta a Turquia
  - Vencedor d'una etapa a la Volta a Bèlgica
  - Vencedor de 4 etapes al Tour de França i  1r de la classificació per punts
- 2022
  -  Campió del Regne Unit en ruta
  - 1r a la Milà-Torí
  - Vencedor d'una etapa al Tour d'Oman
  - Vencedor d'una etapa a l'UAE Tour
  - Vencedor d'una etapa al Giro d'Itàlia
- 2023
  - Vencedor d'una etapa al Giro d'Itàlia
- 2024
  - Vencedor d'una etapa al Tour Colombia
  - Vencedor d'una etapa al Volta a Hongria
  - Vencedor d'una etapa al Tour de França

### Resultats al Tour de França
- 2007. Abandona (8a etapa)
- 2008. No surt (15a etapa). Vencedor de la 5a, 8a, 12a i 13a etapa
- 2009. 131è de la classificació general. Vencedor de la 2a, 3a, 10a, 11a, 19a i 21a etapa
- 2010. 154è de la classificació general. Vencedor de la 5a, 6a, 11a, 18a i 20a etapa
- 2011. 130è de la classificació general. Vencedor de la 5a, 7a, 11a, 15a i 21a etapa.  1r de la classificació per punts
- 2012. 142è de la classificació general. Vencedor de la 2a, 18a i 20a etapa
- 2013. 148è de la classificació general. Vencedor de la 5a i 13a etapa
- 2014. No surt (2a etapa)
- 2015. 142è de la classificació general. Vencedor de la 7a etapa
- 2016. No surt (17a etapa). Vencedor de la 1a, 3a, 6a i 14a etapa.  Porta el mallot groc durant 1 etapa
- 2017. No surt (5a etapa)
- 2018. Fora de control (11a etapa)
- 2021. 139è de la classificació general. Vencedor de la 5a, 6a, 10a i 13a etapes.  1r de la classificació per punts
- 2023. No surt (8a etapa)
- 2024. 141è de la classificació general. Vencedor de la 5a etapa

### Resultats al Giro d'Itàlia
- 2008. 132è de la classificació general. Vencedor de 2 etapes
- 2009. No surt (14a etapa). Vencedor de 3 etapes.  Porta el mallot rosa durant 2 etapes
- 2011. No surt (13a etapa). Vencedor de 2 etapes.  Porta el mallot rosa durant 1 etapa
- 2012. 145è de la classificació general. Vencedor de 3 etapes. 1r del Premi Azzurri i 1r de la Combativitat
- 2013. 127è de la classificació general. Vencedor de 5 etapes.  1r de la Classificació per punts i 1r de la Combativitat.  Porta el mallot rosa durant 1 etapa
- 2022. 145è de la classificació general. Vencedor d'una etapa
- 2023. 120è de la classificació general. Vencedor d'una etapa

### Resultats a la Volta a Espanya
- 2010. 144è de la classificació general. Vencedor de 3 etapes.  1r de la classificació per punts.  Porta el mallot vermell durant 2 etapes
- 2011. Abandona (4a etapa)